# Sint-Corneliuskerk (Aalter)

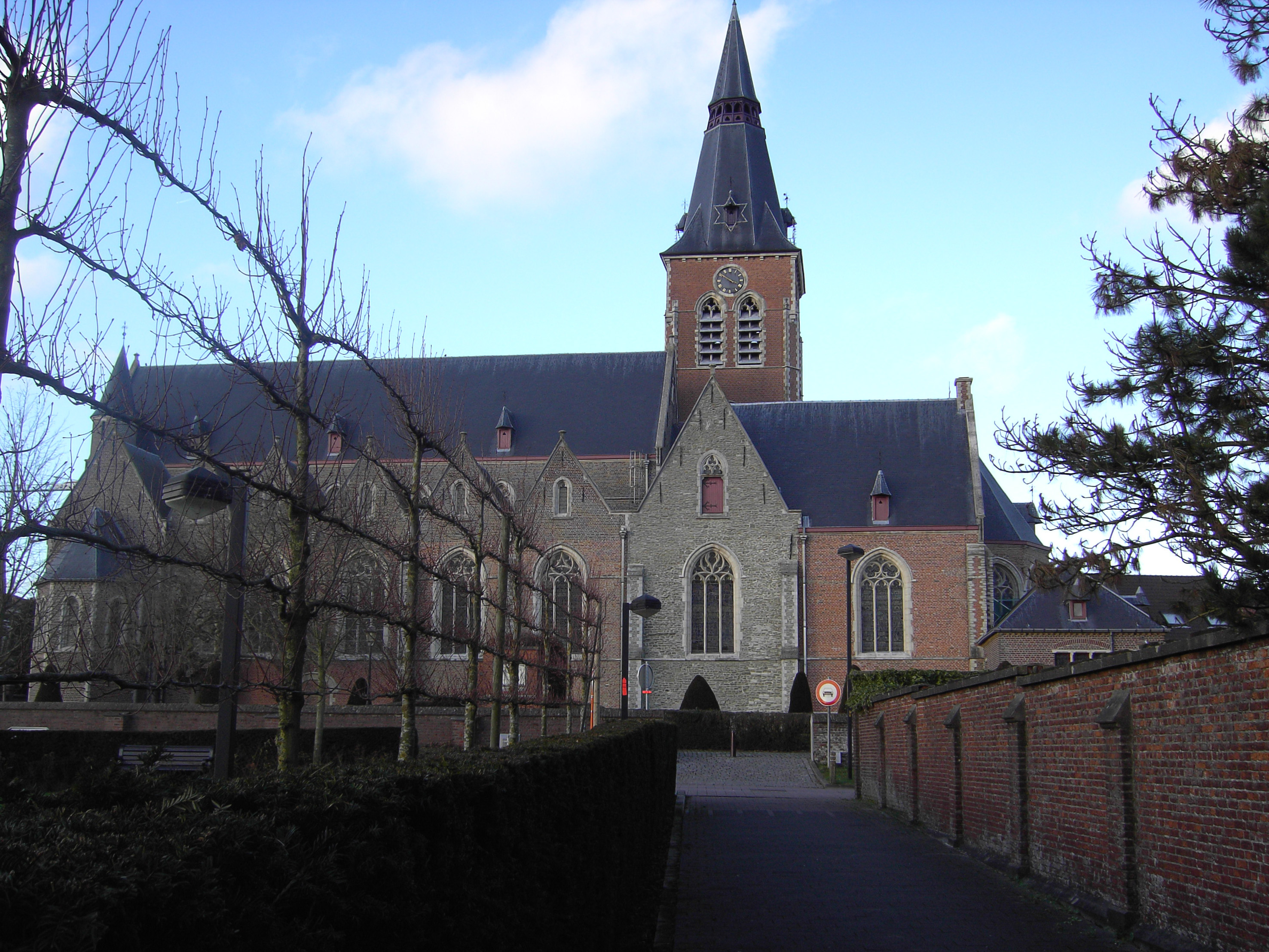
Sint-Corneliuskerk

De Sint-Corneliuskerk is de parochiekerk van de Oost-Vlaamse plaats Aalter, gelegen aan de Markt.

## Geschiedenis
Oorspronkelijk was de kerk gewijd aan Sint-Dionysius en het eerste kerkje werd mogelijk in de 9e eeuw gesticht door Karolingische vorsten. Eind 15e en begin 16e eeuw werd de kerk vernieuwd. Alleen de zuidelijke transeptarm toont nog resten van een 13e-eeuws bouwwerk, in veldsteen opgetrokken. Het Sint-Corneliuskoor, Onze-Lieve-Vrouwekoor en hoofdkoor zijn van begin 16e eeuw en in laatgotische stijl gebouwd.
Tijdens de godsdiensttwisten werd de kerk omstreeks 1590 verwoest. De kerk werd in het eerste kwart van de 17e eeuw hersteld en aan Sint-Cornelius gewijd. De oude vieringtoren werd afgebroken en een nieuwe toren kwam vermoedelijk gereed in 1655. In 1783-1789 werden de drie beuken onder één zadeldak gebracht.
Van 1901-1903 werd de kerk naar ontwerp van Jules Goethals vergroot in westelijke richting, waarbij een neogotische westgevel werd gebouwd. De beuken werden weer onder afzonderlijke daken gebracht en de toren werd met één geleding verhoogd. De kerk leed oorlogsschade in 1918 en werd in 1921 hersteld.

## Gebouw
Het betreft een voornamelijk laatgotische bakstenen kruisbasiliek met neogotische westgevel en resten van de 13e-eeuwse kerk in de zuidelijke transeptarm. De toren van 1655 is boven de noordelijke transeptarm gebouwd. De bovenste geleding is van 1903.

## Interieur
Het kerkmeubilair is hoofdzakelijk neogotisch van begin 20e eeuw. De koorbanken zijn 18e-eeuws. De communiebank is van 1722 en wordt tegenwoordig gebruikt door de broeders van het Sint-Corneliusgilde. Van de vier biechtstoelen is er een in barokstijl (eind 17e eeuw), twee zijn er in rococostijl (1761) en een is in neorococostijl. Van 1754 is een gedeeltelijk behouden orgelkast van het voormalige Van Peteghem-orgel.